# Cantón de Annemasse-Sur
El cantón de Annemasse-Sur (en francés canton d'Annemasse-Sud) era una división administrativa francesa que estaba situada en el departamento de Alta Saboya, de la región de Ródano-Alpes.
En aplicación del decreto nº 2014-153 de 13 de febrero de 2014, el cantón de Annemasse-Sur fue suprimido el 1 de abril de 2015 y sus seis comunas pasaron a formar parte, cinco del nuevo cantón de Gaillard y una del nuevo cantón de Annemasse.

## Composición
El cantón estaba formado por cinco comunas más una fracción de otra:
- Annemasse (fracción)
- Arthaz-Pont-Notre-Dame
- Bonne
- Étrembières
- Gaillard
- Vétraz-Monthoux